# Breve chronicon Northmannicum
Breve chronicon Northmannicum (del Latín, Pequeña Crónica Normanda) es una breve crónica anónima en latín medieval de la conquista normanda de Italia Meridional, probablemente escrita en Apulia a principios del siglo XII.
Abarca los años desde la primera «invasión» normanda de Apulia liderada por Arduino de Melfi en 1041 hasta la muerte de Roberto Guiscardo en 1085. Aunque en su día se consideró una fuente importante, su fiabilidad y autenticidad han sido puestas en duda por André Jacob, quien demostró que probablemente se trata de una falsificación del siglo XVIII de Pietro Polidori. Para John France, que parece desconocer el argumento de Jacob, se basaba principalmente en una tradición oral y posteriormente se utilizó como fuente tanto para el Chronicon Amalfitanum como para Romualdo de Salerno.
La primera edición del Chronicon fue publicada por Ludovico Antonio Muratori en el quinto volumen de su Rerum italicarum scriptores (1724) bajo el título Breve chronicon Northmannicum de rebus in Iapygia et Apulia gestis contra Graecos.
El texto que utilizó se conservó en un códice del siglo XII o XIII tomado de Pietro Polidori, así como en una copia de alrededor de 1530, ambos hoy considerados perdidos. Solo queda una copia auténtica, aunque también existe una falsificación de G. Guerrieri. En 1971 Errico Cuozzo publicó una nueva edición en el Bollettino dell'Istituto storico italiano per il Medioevo.